# Hormigas subiendo al árbol

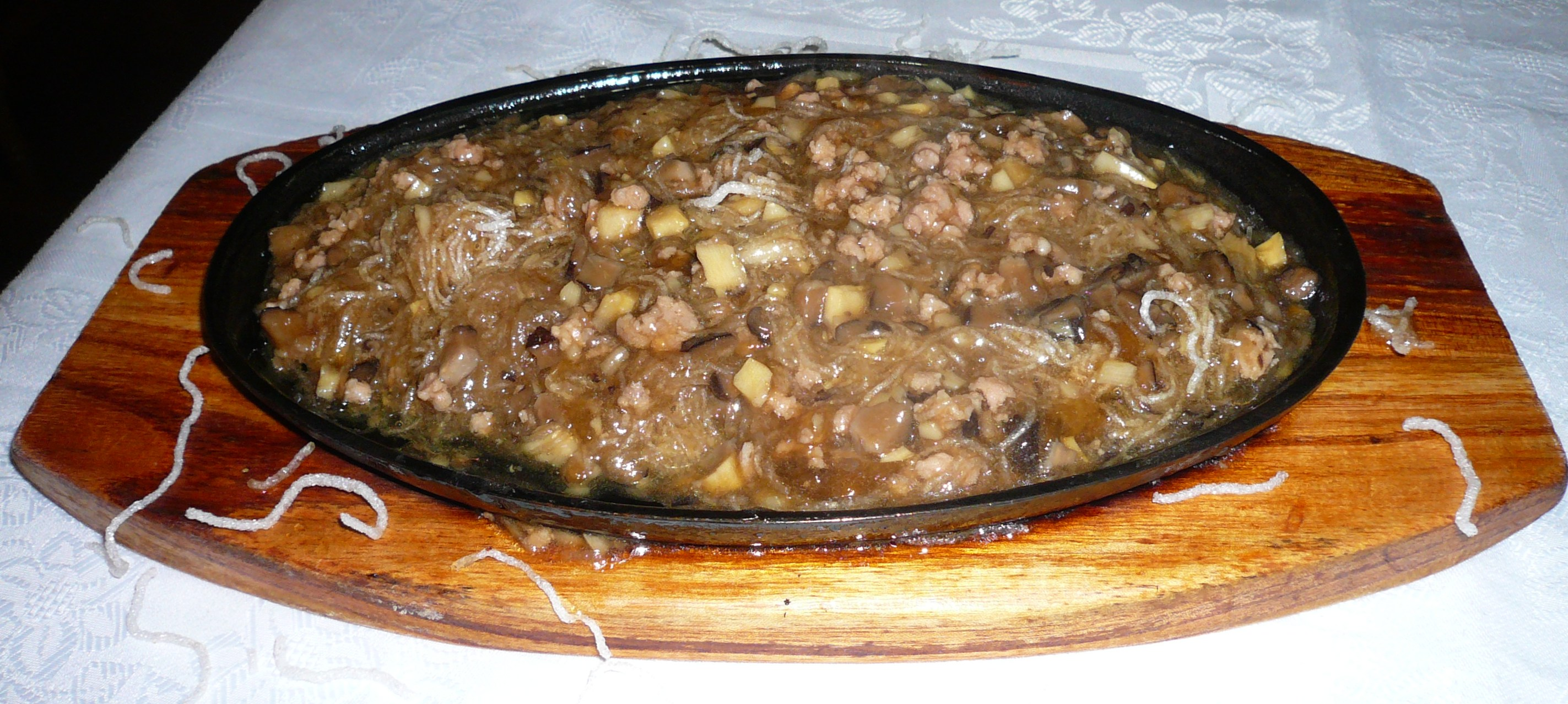
Hormigas trepando un árbol.

Hormigas trepando al árbol o Mǎyǐshàngshù (en chino simplificado, 蚂蚁上树; en chino tradicional, 螞蟻上樹; pinyin, mǎyǐ shàng shù), conocido también como hormigas subiendo al árbol u hormigas en el árbol, es un plato muy popular en la cocina china, en concreto en la provincia de Sichuan. Consiste en carne picada o cortada en trozos menudos, cocinada en su salsa y fideos de soja. El nombre proviene de que al cocinar o al comer este plato con palillos, los pedacitos de carne se aferran a los fideos evocando una imagen similar a la de las hormigas que caminan en las ramas de un árbol.

## Características y presentación
Otros posibles ingredientes para la elaboración de este plato son: vinagre de arroz, salsa soja, aceite vegetal, aceite de sésamo, cebolleta, ajo, jengibre y pasta de chili.
Para hacer las «hormigas», es decir, la carne, esta se marina por un periodo corto de tiempo a temperatura ambiente mientras los fideos de soja son puestos en agua para que se ablanden. En un wok, el aceite se calienta hasta que llega al punto de humo. Se añaden los ingredientes mencionados y se incorpora la carne marinada.
Para hacer el «árbol», los fideos remojados se añaden al aceite caliente. Los fideos se cocinan rápidamente y mientras se remueven con un palo de bambú o de acero inoxidable, se suelen poner en una toalla para que se sequen antes de ser añadidos al aceite caliente con las «hormigas».